# 源重成
源 重成（みなもと の しげなり）は、平安時代末期の武将。源重実の長男あるいは次男。八島重成とも記される。

## 生涯
天承元年（1131年）には大炊助、永治2年（1142年）には兵部少丞となっているが、その後は散位となる（『長秋記』『本朝世紀』）。翌久安3年（1147年）の祇園闘乱事件では在京の軍事貴族の一人として延暦寺衆徒の入京阻止に動員される。この時「母衣」（保呂、ほろ）と呼ばれる武具を、叔父の源重時が永久の強訴鎮圧の際に用いた先例に倣い自らの郎党に着用させたことから「一族之風」として人々の注目を浴びた（『本朝世紀』）。
保元元年（1156年）7月、保元の乱で後白河天皇方に加わり、第一陣の平清盛、源義朝、源義康の出撃後、源頼政、平信兼と共に第二陣の将の一人として出撃し後白河帝方の勝利に貢献した。その後、従五位下・式部丞に任ぜられ式部大夫を称す（『兵範記』）。乱の後、捕らえられた敵方の崇徳上皇を仁和寺から鳥羽付近まで護送した。
平治元年（1159年）12月、平治の乱においても源義朝らと共に藤原信頼方に参加。この時は信頼軍が一時拘束した後白河上皇を源光基・季実らと共に護送し、さきの崇徳上皇の例と合わせて「二代の上皇を護送した」として世上大きな話題になった。
しかし二条天皇が六波羅御幸すると、藤原信頼らは賊軍に転落し、攻め寄せてきた平清盛軍と交戦する。その戦いに信頼軍は敗れ、重成は義朝とともに僅かな人数で東国を目指して落ち延びる。『平治物語』によると途中、美濃にて落人追討の一団に遭遇した際、義朝を逃した上で「我こそは源義朝なり」と名乗って自害した。その際に、身元が割れないようにするべく、自ら散々に顔面を傷つけた上で果てたという。

## 関連
- 『平治物語』